# Cautano
Cautano [kauˈtano] (Cautànë in campano) è un comune italiano di 1 878 abitanti della provincia di Benevento in Campania.

## Geografia fisica
Si trova sulle pendici del massiccio del Taburno-Camposauro, a sud-est del gruppo del Camposauro, in una posizione centrale rispetto alla cosiddetta Dormiente del Sannio e all'intera valle Vitulanese. Parte del territorio (la costa Faito, la piana di Prata, parte dei monti Camposauro e Rosa, la contrada Maione e i centri abitati veri e propri di Cautano e Cacciano) si trova all'interno del perimetro del parco regionale del Taburno - Camposauro. Il territorio è attraversato dai torrenti Jenga e Jerino, suo affluente, e da altri corsi d'acqua minori, localmente chiamati valloni, che alimentano la stessa Jenga.
L'altezza sul livello del mare è di 330 - 420 per Cautano, 295 - 330 per Cacciano, con un'escursione nel territorio comunale dalla minima di 161 (in contrada Loreto) alla massima di 1325 (sulle coste del Camposauro), con un'escursione quindi di 1164 m.

## Storia

### Preistoria e sanniti
Il nome Cautano deriverebbe dall'antica città della tribù sannita di Caudium, i Caudini appunto, città che benché non abbia una collocazione precisa è nei pressi dell'attuale Montesarchio. Degli abitanti di Caudium, dopo la sconfitta contro i romani, avrebbero fondato Cautano. Sul territorio comunale, in particolare nel settore pedemontano e sul Camposauro, sono stati ritrovati segni di presenza umana di epoca preistorica: la zona era abitata da popolazioni montane dedite alla pastorizia, presumibilmente a partire dal VII secolo a.C. vi si insediarono tribù Osche provenienti dall'Italia centrale, poi inglobate dai Sanniti nelle loro migrazioni stagionali, che avvennero in ondate successive nel VI, V e IV sec. a.C. durante le cosiddette "Primavere Sacre", dettate da esigenze economiche e demografiche che li portavano alla ricerca di siti con una minore pressione demografica e una maggiore disponibilità di pascoli. I Sanniti, nel corso della loro storia, si scontrarono militarmente più volte con l'espansionismo romano e, di queste tre guerre, è rimasta forte memoria storica della sconfitta e dell'umiliazione inflitta ai Romani nella battaglia delle Forche Caudine (321 a.C.) nel teatro della seconda guerra sannitica. Alcune ipotesi avvalorano la piana di Prata, che separa i gruppi del Camposauro e del Taburno nel relativo massiccio, come luogo delle Forche Caudine. La piana si trova appunto tra Frasso Telesino e Cautano. Queste ipotesi si sono sviluppate a partire dal XIX secolo, con Iannucci prima e Marcarelli poi, che rilevarono come la piana potesse avere una coincidenza topografica con la narrazione liviana di gran lunga maggiore rispetto agli altri presunti luoghi, con l'ipotesi che veniva supportata anche dalla persistenza di toponimi come "Pietra Spaccata", coincidente con la cava rupes di Livio. Verso la fine degli anni 1940, un maggiore di fanteria originario di Frasso appassionato di volo e cultura classica sorvolò più volte l'area per giungere, in base a diverse coincidenze e vicinanze di luoghi, a confermare l'ipotesi. Con la terza guerra sannitica ci fu il passaggio sotto il dominio romano. Il territorio di Cautano e della valle Vitulanese seguì le sorti di Roma fino alla caduta dell'impero.

### Dal medioevo ad oggi
Con le incursioni barbariche i centri del Taburno fecero parte del ducato di Benevento, sotto il gastaldato di Tocco, e in questo periodo si hanno le prime notizie ufficiali del paese, che risalgono ad uno scritto di Rodelgario dell'852 nel quale si legge Cautano, finibus Folianensibus e al 1109, quando per mano di Roberto d'Alife la chiesa di Tocco perse i suoi diritti di importanza sulla valle in favore di quella di sant'Andrea apostolo, a Cacciano.
Nelle guerre tra papato e normanni i centri del vitulanese, nei diversi passaggi, subirono le vendette dell'uno o degli altri, con distruzioni e violenze. Anche un terremoto, nel 1125, portò danni ai casali della valle. Dal XII secolo, con il regno delle Due Sicilie, la valle fece parte del giustizierato di Principato Ultra e, per periodi isolati, dello Stato Pontificio, quando dall'exclave pontificia di Benevento ne veniva rivendicato il dominio (1351). Le varie case regnanti (Svevi, Aragonesi e Angioini) si occuparono dei paesini per questioni tributarie o feudali, per donare o vendere i casali in feudo. Con gli svevi iniziò lo smembramento di quello che era stato il medievale gastaldato di Tocco nella sua interezza territoriale e la cessione in feudo dei suoi territori.
Nel 1379 vengono citati i casali di Prata e Sant'Angelo (entrambi in prossimità della piana di Prata), distrutti però nel XIII secolo, con gli abitanti che andranno a fondare più a valle il casale di Frascio, poi Frasso.

Lo stemma di Cacciano-Cautano

Il terremoto del 1456 fu disastroso per tutti i casali della valle di Tocco: i feudatari si trasferirono a Montesarchio e Tocco perse il ruolo di centro più importante in favore di Vitulano, che poi fu capoluogo della valle nell'omonimo circondario del distretto di Avellino nel Principato Ultra. Con il terremoto ci fu uno spostamento dalle zone montane e più fortificate verso territori collinari per rifondare i nuovi centri. Il territorio della valle prese il nome di Stato di Vitulano ed era costituito in università: Santa Maria e Santa Croce, Tocco, Foglianise, Cacciano e Cautano. Queste erano autonome per affari locali ma facevano capo a un unico sindaco per gli affari comuni. Lo Stato di Vitulano aveva uno stemma diviso in quattro parti che rappresentavano quelli che ne erano i centri maggiori: S. Maria e S. Croce (Vitulano), Tocco, Foglianise e Cacciano. Lo stemma di Cacciano era costituito da una ghirlanda ottagonale con tre stelle a rappresentarne i casali storici; fu poi inscritta nello stemma la dicitura CCAV (Cacciano-Cautano provincia di Avellino). Dopo il passaggio del capoluogo di provincia da Montefusco ad Avellino nel 1806, con un decreto regio Cautano e Cacciano furono unificati in un solo comune con il nome di Cacciano-Cautano.
Con l'Unità d'Italia il comune di Cautano venne a far parte del mandamento di Vitulano, nel circondario di Benevento della nuova provincia di Benevento (decr. 25/10/1860). All'unificazione del comune e alla divisione territoriale dello Stato di Vitulano non seguì una coerente distribuzione territoriale, con Cautano e Cacciano menomati territorialmente dei territori montani sia dal lato del Taburno (il comune ebbe qualche appezzamento nella piana di Cepino) che dal lato del Camposauro (monte assegnato in toto al comune capoluogo Vitulano, il cui territorio infatti "abbraccia" il territorio cautanese, quasi fino al centro abitato) e della collinare contrada Loreto (in prossimità di Cacciano) ma beneficiari delle contrade più vallive di Sala e Maione.

### Simboli
(Statuto comunale, Titolo III, Art. 9, Comma 1)
Le tre stelle rappresentano i casali storici, la dicitura CCAV è la sigla di Cacciano-Cautano provincia di Avellino, risalente all'epoca del borbonico Principato Ultra.
(Statuto comunale, Titolo III, Art. 11, Comma 1)

## Monumenti e luoghi d'interesse
- Chiesa parrocchiale di santa Maria delle Grazie (anni 1960), in piazza Simonetta Lamberti nel centro di Cautano, è di costruzione moderna in calcestruzzo armato, ha una copertura a falde di rame inclinate e sfalsate, ha pianta rettangolare con due transetti accanto al presbiterio, contiene un mosaico di san Rocco di fattura moderna[9];
- Chiesa di sant'Andrea Apostolo (XVIII secolo), in piazza Corticella nel centro di Cacciano, consacrata nel 1703 ma ricostruita in muratura portante secondo gusto neoclassico su una originale struttura romanica, interno a navata unica, soffitto a cassettoni e cinque cappelle laterali[10];
- Congrega di san Sebastiano (1694), in piazza Corticella a Cacciano, costruita in muratura portante, ha una pianta a base rettangolare divisa in tre navate, la facciata a capanna si presena austera, schiacciata e ribassata ed è decorata con pietre a vista, presenta inoltre due porte architravate che si aprono sulle navate laterali; le navate interne presentano volte a botte lunettate separate da archi ribassati; vi si conserva un Martirio di San Sebastiano del Castellano[11];
- Cappella di san Rocco (XVII secolo), chiesa rupestre al di sopra dell'abitato di Cautano, sulla vecchia via di comunicazione (oggi strada provinciale 141) verso Frasso Telesino;
- Palazzo Procaccini, nel casale Fornillo, antico palazzo padronale oggi in stato d'abbandono;
- Palazzo Caporaso, a Cautano, sede del parco regionale del Taburno - Camposauro;
- Il lavatoio o vecchia fontana comunale di epoca ottocentesca;
- Mulino di Prata, ruderi in buono stato di conservazione di un mulino fluviale per il taglio della pietra.

## Società

### Evoluzione demografica
Abitanti censiti

### Etnie e minoranze straniere
Al 31 dicembre 2020 risultano 44 cittadini stranieri residenti nel comune, pari al 2,28% della popolazione.

## Cultura

### Eventi
- Festività patronali: Santa Maria delle Grazie, sant'Andrea, san Rocco, Maria Santissima dell'Assunta.
- Festività: 2 luglio, 30 novembre, 16 agosto, 15 agosto.

## Geografia antropica
L'unica frazione del comune è Cacciano; le contrade sono Maione, Cesine, Sala, San Giovanni, Pantanelle, Prata e Loreto. L'abitato si sviluppa dai due nuclei principali di Cautano e Cacciano (a sua volta composto dai casali-quartieri storici di Trescine, Fornillo e Piano/Cacciano e dai successivi Triggio e Basolata) per farsi più sparso nelle contrade (contrada Sala con le zone di Serrone e Cerrito, contrada Loreto con Mozzoni e Pantanelle) e ancor più nei nuclei sparsi (Loreto, Costarama, Tre Barili).

## Economia
Nel territorio comunale è praticata tradizionalmente l'agricoltura, che ha dato luogo alla nascita e sviluppo di alcune piccole industrie alimentari. Vi si pratica anche l'allevamento. Fa parte per intero del territorio di produzione di diverse denominazioni di vini della provincia di Benevento, tra cui la DOCG dell'aglianico del Taburno. Ha una superficie agricola utilizzata di 413,98 ettari (ha). Fino ad alcuni decenni fa era fiorente l'industria estrattiva del marmo di Vitulano, gradualmente ridotta fino ad un'attuale estrazione controllata di sole due cave, vista anche l'impossibilità accertata di uno sfruttamento estensivo.

## Infrastrutture e trasporti
Il comune si trova sulla strada provinciale 109 Vitulanese I Tronco, che collega ai suoi estremi Montesarchio e Ponte e permette di raggiungere gli altri centri del comprensorio. Via san Giovanni e via Caccianese lo collegano con la SP 152 Fondovalle Vitulanese (da cui poi segue la SP 153 Vitulanese). La SP 141 Cautano - Frasso Telesino, attraversando la piana di Prata, collega i due comuni e permette anche l'accesso ai versanti interni tra il Taburno e il Camposauro. La SP 143 Innesto Vitulanese - Tocco Caudio, infine, si dirama dalla citata provinciale 109 in territorio di Cautano, per poi andare a raggiungere Tocco vecchio e l'adiacente abitato de la Riola.

## Amministrazione
| Periodo | Periodo   | Primo cittadino            | Partito      | Carica  | Note |
| ------- | --------- | -------------------------- | ------------ | ------- | ---- |
| 1985    | 1990      | Pasquale Pulzella          | DC           | Sindaco |      |
| 1990    | 1995      | Fulvio Nicolino Procaccini | DC           | Sindaco |      |
| 1995    | 1999      | Pasquale Pulzella          | PPI          | Sindaco |      |
| 1999    | 2004      | Pasquale Pulzella          | Centro       | Sindaco |      |
| 2004    | 2009      | Giuseppe Fuggi             | Lista civica | Sindaco |      |
| 2009    | 2014      | Antonio Orlacchio          | Lista civica | Sindaco |      |
| 2014    | 2019      | Giuseppe Fuggi             | Lista civica | Sindaco |      |
| 2019    | in carica | Alessandro Gisoldi         | Lista civica | Sindaco |      |

### Altre informazioni amministrative
- Il comune fa parte della Comunità montana del Taburno;
- È sede istituzionale, amministrativa, operativa e museale del Parco regionale del Taburno - Camposauro;
- Fa parte della Regione Agraria n. 3, monti del Taburno e di Camposauro, della provincia.

### Prefissi telefonici
Aggiungendo al prefisso telefonico provinciale (0824) i prefissi telefonici rionali, restano poi soli altri 3 numeri da aggiungere per comporre l'intero numero telefonico:
- 880 in centro
- 888 a Maione e Prata
- 873 a Sala
- 878 a Loreto
- 871 e 870 a San Giovanni

### Gemellaggi
- Bükkaranyos
- Bükkszentkereszt
- Dherynia
- Filipstad
- Mielno
- Répáshuta